# Philippe Claudel
Philippe Claudel, född 2 februari 1962 i Dombasle i Meurthe-et-Moselle, är en fransk romanförfattare, filmregissör och manusförfattare.